# Torre Egger
La Torre Egger è una montagna del Campo di ghiaccio Patagonico Sud in Sud America. È situato in una regione contesa tra Argentina e Cile, ad Ovest del monte Fitz Roy. La cima si trova tra Cerro Torre, la più alta tra le quattro montagne della catena, e il Cerro Standhardt.
È senza dubbio la montagna più difficile della Patagonia,l'ingaggio per arrivare sulla cima (dalla via "normale") è maggiore di quello per raggiungere la cima del Cerro Torre dalla via dei Ragni
Il suo nome (utilizzato per la prima volta da Cesare Maestri) deriva da quello dell'alpinista Toni Egger morto sul vicino Cerro Torre nel 1959.

## Prima ascensione
Nel 1976, John Bragg, Jim Donini e Jay Wilson, tutti e tre statunitensi, scalarono la Torre Egger, salendo prima sulla sella tra il picco e il Cerro Torre, il colle della Conquista, e poi su verso la vetta. La salita è stata ostacolata dal maltempo e durò dal dicembre 1975 al 22 febbraio 1976, quando la squadra composta da 3 persone raggiunse la cima.
Donini sulla cima depose un moschettone appartenuto a Toni Egger, morto sul vicino Cerro Torre.

## Altre salite
- 1986 - Psycho Vertical (parete sud) (UIAA ED+ VII+ A3 90deg, 950 m), Janez Jeglič, Silvo Karo, Franc Knez (Yugoslavia, ora Slovenia), 7 dicembre 1986.[4]
- 1987 - Titanic (pilastro est) (UIAA VI+ A2), Maurizio Giarolli ed Elio Orlandi (Italia), dal 2 al 5 novembre 1987.[5]
- 1994 - Badlands (YDS VI 5.10 A3+ WI4+, 850 m), Conrad Anker, Jay Smith e Steve Gerberding (USA), 12 dicembre 1994.[6]
- 2005 - Huber-Schnarf (spigolo nord) (6b+, 80°, 200 m), Thomas Huber (Germania) e Andi Schnarf (Svizzera), questa è la parte finale della via che gli italiani Bruno de Donà e Giuliano Giongo hanno sostenuto di aver percorso nel 1980 (e ritenuta da parte della stampa italiana come prima via ad aver raggiunto la vetta, avendo gli americani percorso nel 1976 la via Maestri-Egger al Cerro Terro per il 70%), tuttavia non ci sono prove del loro passaggio.[7][8]
- 2011 - Venas Azules (parete sud) (M5, A1, 95°, 350 m dal Colle della Conquista), Bjørn-Eivind Årtun e Ole Lied (Norvegia).[9]
- 2013 - Notti Magiche (parete ovest) (UIAA VIII, A2, 1000 m), Matteo Bernasconi, Matteo Della Bordella e Luca Schiera. Via che arriva fino al Col de Lux (posto tra torre Egger e punta Herron), dal quale gli italiani (escluso Bernasconi che ha lasciato il gruppo pochi giorni prima del successo finale) hanno seguito la via Huber-Sharf fino alla vetta.[10][11]